# Nograles
Nograles es una localidad española del municipio de Recuerda, perteneciente a la provincia de Soria, en la comunidad autónoma de Castilla y León. Forma parte del partido judicial de Burgo de Osma.

## Historia
Perteneció tras la reconquista de la zona al alfoz de Gormaz, quedando su historia ligada a la villa de Gormaz hasta la liquidación de los señoríos en el siglo XIX.
En el censo de 1879, ordenado por el conde de Floridablanca,  figuraba como lugar del partido de Gormaz en la intendencia de Soria, con jurisdicción de señorío y bajo la autoridad del alcalde pedáneo, nombrado por el conde de Ribadavia. Contaba entonces con 107 habitantes.
A la caída del Antiguo Régimen la localidad se constituyó en municipio constitucional en la región de Castilla la Vieja que en el censo de 1842 contaba con 25 hogares y 102 vecinos. A mediados del siglo XIX, el lugar tenía contabilizadas 36 casas. Aparece descrito en el decimosegundo volumen del Diccionario geográfico-estadístico-histórico de España y sus posesiones de Ultramar de Pascual Madoz de la siguiente manera:

NOGRALES: l. con ayunt. en la prov. de Soria (10 leg), part. jud. del Búrgo (5), aud. terr. y c. g. de Búrgos (22), dióc. de Osma (5): sit. en un declive y combatido principalmente por los vientos del N.; su clima es frio pero sano: tiene 36 casas; la consistorial; escuela de instruccion primaria á cargo de un maestro, sacristan y secretario de ayunt., dotado con 36 fan. de trigo; una fuente de buenas aguas; una igl. parr. (San Nicolás), aneja de la de Brias; un cementerio sit. al N. de la pobl. térm.: confina con los de Brias, Mosarejos, Sauquillo y Modamio; dentro de él se encuentran dos fuentes, y la ermita de los Stos. Facundo y Primitivo, en la que se veneran sus reliquias. El terreno es pedregoso y de mediana calidad: comprende una deh. y un monte poblado de encina. caminos: los locales; correo: se recibe y despacha en la cab. del part. prod.: cereales, legumbres, patatas y nueces; se cria ganado lanar y las yuntas necesarias para la agricultura; hay caza de perdices, liebres y conejos. ind.: la agrícola. comercio: esportacion del sobrante de frutos, algun ganado y lana, é importacion de los art. que faltan. pobl.: 25 vec., 102 alm. cap. imp.; 14,434 rs. 26 mrs.
(Madoz, 1849, p. 177)

El municipio de Nograles desapareció en 1969, al ser fusionarse con los de Recuerda y La Perera. Contaba entonces con 22 hogares y 84 habitantes.

## Demografía
| Gráfica de evolución demográfica de Nograles entre 1842 y 1960 |
| |
| Población de derecho según los censos de población del INE Población de hecho según los censos de población del INEEntre el censo de 1970 y el anterior, este municipio desaparece porque se integra en el municipio 42152 (Recuerda) |

En el año 1981 contaba con 18 habitantes, concentrados en el núcleo principal, pasando a 7 en  2010, 4 varones y 3 mujeres.
| Gráfica de evolución demográfica de Nograles entre 2000 y 2010                                   |
|                                                                                                  |
| Población de derecho (2000-2010) según los censos de población del INE a 1 de enero de cada año. |

## Patrimonio
En la localidad hay una iglesia iglesia parroquial, bajo la advocación de San Nicolás de Bari, de estilo gótico. También hay una ermita dedicada a los Santos Facundo y Primitivo, ubicada a las afueras, y cruzando la carretera, la cual actualmente tiene adosado el cementerio.
Dentro de la población, tiene un peculiar palomar que debió de ser una atalaya de origen árabe. Figura en el catálogo de Bienes Protegidos de la Junta de Castilla y León en la categoría de castillo con fecha de incoación 23 de mayo de 1983.